# Ernesto Sanz
Ernesto Ricardo Sanz (São Rafael, 9 de dezembro de 1956) é um advogado e político argentino. Foi senador por Mendoza e é o presidente da UCR. Foi um dos fundadores da coalizão Cambiemos.